# Gare de Colroy - Lubine
Gare de Colroy - Lubine vasútállomás Franciaországban, Provenchères-et-Colroy településen.

## Vasútvonalak
Az állomást az alábbi vasútvonalak érintik:
- Strasbourg–Saint-Dié-vasútvonal

## Kapcsolódó állomások
A vasútállomáshoz az alábbi állomások vannak a legközelebb:
- Gare de Provenchères-sur-Fave